# Plagiognathus brevicornis
Plagiognathus brevicornis är en insektsart som först beskrevs av Knight 1929.  Plagiognathus brevicornis ingår i släktet Plagiognathus och familjen ängsskinnbaggar. Inga underarter finns listade i Catalogue of Life.